# Liệt nhật chước tâm
Liệt nhật chước tâm hay Mặt trời thiêu đốt trái tim (Tiếng Trung Quốc: 烈日灼心, Tiếng Anh: The Dead End) là bộ phim điện ảnh do Lam Sắc Tinh Không và Bắc Nạp hợp tác sản xuất, đạo diễn Tào Bảo Bình. Bộ phim chuyển thể từ tiểu thuyết "Vệt đen bầu trời" của nữ tác giả Tu Nhất Qua. Phim công chiếu tại Trung Quốc vào ngày 27 tháng 08 năm 2015. Bộ phim hiện đang giữ kỉ lục "Phim thể loại hình sự có doanh thu cao nhất Trung Quốc".

## Nội dung
Bộ phim kể về một vụ thảm án xảy ra tại Phú Kiện Tây, Lũng Thị. Một gia đình năm người bị sát hại, ba kẻ liên quan đến vụ án đã trốn thoát. Bảy năm sau, ba người đều có cuộc sống mới, Tiêu Tiểu Phong (Đặng Siêu diễn) trở thành dân phòng, Dương Tự Đạo (Quách Đào diễn) trở thành tài xế taxi, Trần Tỉ Giác (Cao Hổ diễn) làm ngư dân. Bọn họ cùng nhau nuôi dưỡng bé gái Tiểu Vỹ Ba - con của gia đình nạn nhân trong vụ thảm sát năm đó.
Cuộc sống của họ thay đổi khi cảnh sát Y Cốc Xuân (Đoạn Dịch Hoằng diễn) được cử về làm cảnh sát trưởng đơn vị mà Tiêu Tiểu Phong đang làm việc. Y Cốc Xuân là người từng tham gia quá trình điều tra vụ thảm sát nhiều năm trước. Trong quá trình làm việc tại đồn cảnh sát, Y Cốc Xuân và Tiêu Tiểu Phong nhiều lần cùng nhau vào sinh ra tử, họ coi nhau như anh em tốt, nhưng càng tiếp xúc với Tiểu Phong, Y Cốc Xuân càng phát hiện ra nhiều điểm đáng ngờ.

## Diễn viên
- Đặng Siêu vai Tiêu Tiểu Phong
- Đoạn Dịch Hoành vai Y Cốc Xuân
- Quách Đào vai Dương Tự Đạo
- Vương Lạc Đan vai Y Cốc Hạ, em gái Y Cốc Xuân
- Lữ Tụng Hiền vai nhà thiết kế người Đài Loan
- Cao Hổ vai Trần Tỉ Giác
- Từ Tỷ Hàm vai Tiểu Vỹ Ba
- Lý Hiểu Xuyên vai ông chủ nhà trọ
- Đỗ Chí Quốc vai Cảnh sát, sư phụ của Y Cốc Xuân
- Nhan Bắc vai Hà Tùng, cảnh sát
- Vương Nghiễn Huy vai hung thủ giết người
- Bạch Liễu Tịch vai mẹ của Tiểu Vỹ Ba, nạn nhân bị giết hại trong vụ thảm án

## Nhạc phim
| STT | Tên bài hát           | Phổ lời   | Phổ nhạc  | Thể hiện                  |
| --- | --------------------- | --------- | --------- | ------------------------- |
| 1   | Bài ca của Tiểu Vỹ Ba | Viên Điền | Bạch Thủy | Đặng Siêu, Tiểu Trác Trác |

## Giải thưởng
- Giải thưởng "Nam diễn viên chính xuất sắc nhất" tại LHP Kim Kê lần thứ 31 dành cho Đặng Siêu
- Đề cử "Nam diễn viên xuất sắc nhất" tại LHP Kim Mã lần thứ 52 dành cho Đặng Siêu
- Giải thưởng "Nam diễn viên xuất sắc nhất" tại LHP Kim Tước lần thứ 18, diễn viên Đặng Siêu, Đoạn Dịch Hoằng, Quách Đào.
- Giải thưởng "Phim điện ảnh xuất sắc nhất" và "Biên kịch xuất sắc nhất" tại LHP Bách Hoa lần thứ 33